# План «Кантокуэн»

Схематическая зарисовка нереализованных наступательных планов японских милитаристов.

План «Кантогун токусю энсю» («Особые манёвры Квантунской армии»), сокращённо «Кантокуэн», «Кан-Току-Эн» — план нападения Японии на Советский Союз, разработанный японскими милитаристами, в 1941 году, и увязанный по срокам с немецким планом «Барбаросса». 
Предусмотренному планом «Кантокуэн» нападению на СССР было дано название: «Сибирский поход японской армии» — «Тэйкоку Рикугун». Уклончивое название «Особые манёвры Квантунской армии» планировавшейся операции было дано в целях скрыть от советской разведки истинные цели и суть операции.

## История
После достижения по плану «Барбаросса» решающих успехов немецкой армии на европейском театре военных действий японский план предусматривал в течение полутора месяцев (в августе — октябре 1941 года) разгром советских вооружённых сил на Дальнем Востоке и последующую оккупацию этого региона, а также Сибири, для чего к началу августа 1941 года в Маньчжурии и Корее была сосредоточена группировка японских войск численностью 850 тысяч человек.
Объявление войны Союзу ССР было намечено на 10 августа 1941 года, сразу после ожидавшегося странами Оси захвата немецкой армией Москвы.
При планировании нападения на СССР японцы руководствовались, как они это называли, «Стратегией спелой хурмы», что подразумевало «сорвать хурму», то есть напасть на Советский Союз, когда «хурма» созреет, то есть когда Союз ССР ослабнет из-за войны с нацистской Германией. Министр иностранных дел Японии Ёсукэ Мацуока, который 13 апреля 1941 года в этой же должности от имени Японии подписал в Москве c И. В. Сталиным Пакт о нейтралитете между СССР и Японией, сразу, как только Германия напала на СССР, явился к японскому императору и стал призывать его немедленно напасть на Советский Союз, говоря императору: «Другой возможности не будет!». Призывы Мацуоки выполнены не были — Япония на СССР не напала.
6 сентября 1941 года на совещании высшего руководства Японии было решено продолжить захваты колониальных владений западных держав, не останавливаясь перед войной.
3 декабря 1941 года была издана директива императорской ставки № 1048, в которой ставилась задача Квантунской армии: «В соответствии со складывающейся обстановкой осуществить усиление подготовки к операциям против России. Быть в готовности начать боевые действия весной 1942 года».
К весне 1942 года ожидавшегося японским командованием значительного сокращения численности советских войск на Дальнем Востоке и в Сибири не произошло. В связи с этим командование сухопутных сил обратилось к императору с рекомендацией приостановить военные действия против Великобритании и США, чтобы перебросить для действий против СССР четыре дивизии.
На совещании начальников штабов 6 апреля 1942 года в Великобритании нападение Японии на СССР было признано практически неизбежным, неясным для британских военных оставалась лишь дата начала предполагаемой японской кампании. В тот момент, наступление японцев в Сибири («Сибирский поход японской армии» — «Тэйкоку Рикугун») ожидалось наряду с высадкой японцев на Аляске, которая в итоге была осуществлена, начавшись в июне того же года.
Однако 20 июля 1942 года начальник оперативного управления генштаба Синъити Танака записал в своем дневнике: «В настоящее время необходимо решить вопрос о принципах руководства войной в целом. Видимо, в 1942—1943 годах целесообразно будет избегать решающих сражений, вести затяжную войну. Операцию против Советского Союза в настоящее время проводить нецелесообразно». Не рекомендовал выступать против СССР и посол Японии в Москве Татэкава.
Американский военный аналитик майор Джордж Филдинг Элиот ссылался на слухи, циркулировавшие в оккупированном Китае в конце июня 1943 г., согласно которым нацистская Германия откладывала начало крупномасштабного наступления на Восточном фронте для того, чтобы синхронизировать военные действия со своей союзницей — Императорской Японией. Эллиот также писал о том, что японцы были готовы напасть на СССР уже в 1942 г., однако тогда как раз завязалась битва за Гуадалканал, и значительную часть военно-воздушных сил пришлось в срочном порядке перебазировать на Соломоновы острова, и именно вовлечённость Японии в войну с союзниками на нескольких ТВД, по словам Элиота, уже тогда давала основания полагать, что даже начав сибирскую кампанию, японцы в итоге непременно потерпят поражение на всех фронтах.
Как отмечает австралийский историк Пол Хэзлак, союзническое командование ожидало, что в случае удара японцев по СССР обострится ситуация и на Ближневосточном театре военных действий. Отдельные политические деятели и партии, например, левое крыло правящей партии Австралии, уже тогда требовали открытия Второго фронта в Европе.
Спекуляции на тему Сибирского похода встречаются в заметках многих западных политических и общественных деятелей того времени. Так, например, в военном дневнике писателя-социалиста Джорджа Оруэлла среди прочего имеется заметка от 1942 года о том, что Британская вещательная корпорация, на которую он работал, в своих радиотрансляциях намеренно подогревала слухи о готовящемся нападении Японии на Советский Союз.
План нападения Японии на СССР так и не был реализован. Однако «Кантокуэн» оставался в ежегодном плане японского генерального штаба вплоть до 1944 года, и вплоть до конца Второй мировой войны на границе с СССР была сосредоточена семисоттысячная Квантунская армия, вынуждая СССР держать немалые силы (20—40 дивизий) на Дальнем Востоке для обороны в случае японского вторжения.
Лишь после Битвы на Курской дуге в 1943 году японский генеральный штаб впервые за всю историю своего существования приступил к составлению на 1944 год плана, в котором предусматривались не нападение на СССР, а оборона от советского нападения, в связи как с поражениями вермахта в Великой Отечественной войне и на Западном фронте Германии в Европе, так и с поражениями Японии на Тихоокеанском театре военных действий между Японией и США.